# Проповідь
Про́повідь (грец. Ομιλία) — у вузькому значенні, християнська церковна настанова, завданням якої є розповісти і розтлумачити слухачам вчення Ісуса Христа; офіційна назва в українському православ'ї — Слово; також неофіційна назва в українському протестантстві.
У широкому значенні, разповсюдження Доброї новини (Євангелія) та вчення Ісуса Христа, заповідане Ним Самим Своїм послідовникам: «І казав Він до них: Ідіть по цілому світові, та всьому створінню Євангелію проповідуйте!» (Мк 16,15); близьке до новозавітньому поняттю, що виражається грецьким терміном κήρυγμα.
Проповідь, серед функції релігійної настанови, у 17 столітті, окрім завдань просвітительських, виконувала також і завдання спеціально-естетичні, таким чином вона ставала виразно бароковою. Українські проповідники кінця XVI — початку XVII ст. досягали зрозумілості і доступності своїх повчань та настанов простотою викладу та будували їх без особливих риторичних хитрощів. Для того, щоб задовольнити смаки аудиторії, проповідникам доводилося вводити у свої промови незвичайні і цікаві факти і відомості, приклади та оповідання з використанням порівнянь, метафор і алегорій.

## Гомілетика
Вчення про проповідь складає предмет особливої богословськой науки — гомілетики. Головне питання в цьому вченні — про сутність і природу проповіді — досі представляеться ще невирішеним і спірним. Йоган Рейхлін і Еразм Ротердамський, як гуманісти, вивчаючи проповідничі твори стародавніх Отців Церкви, трактують про них поряд з творами язичної, грецької і латинської літератури як про твори ораторського мистецтва, а в своїй гомілетиці мало звертають уваги на вчення про проповідь, що міститься в Св. Писанні. Звідси бере свій початок погляд багатьох гомілетів наступних часів, по якому при визначенні проповіді береться до уваги одна зовнішня її сторона — словесна форма, і сама природа проповіді визначається як виключно риторична, тобто проповідь представляеться як би не маюча своїх особливих законів продукції, відноситься до тієї літературної області, яка називалась красномовством, чи ораторським мистецтвом, і підпорядковується едино правилам, які були створені ще в давнину для ораторства взагалі.
В новітні часи вчення про природу проповіді стало базуватися на початках або раціоналістичних, або натуралістично-естетичних. По Шлеєрмахеру, проповідь — «акт художнього словесного представлення або відтворення змісту особистого світоспоглядання проповідника перед слухачами, що посядають тим ж змістом». Т. Гарнак («Praktische Theologie», 1875) визначає проповідь як «акт слова в культі» чи акт культу в слові, який в своїй продукції підпорядковується загальним логічним і естетичним законам слова і, зокрема, законам ораторського мистецтва.